# Johann Eusebius Fugger
Johann Eusebius Fugger (* 3. Juli 1617 in Kirchheim in Schwaben; † 11. März 1672 ebenda) war Herr von Kirchheim in Schwaben aus der Linie Fugger von Kirchheim, Graf von Kirchberg und Weissenhorn. Er war kaiserlicher Kammerherr und Präsident des Reichskammergerichts zu Speyer.

## Leben
Johann Eusebius Fugger war Sohn von Graf Johannes Fugger (1591–1638) und Elisabeth Gräfin Truchseß von Waldburg-Friedberg-Scheer (1589–1630). Er heiratete am 8. Mai 1644 in Augsburg Eleonora Marie zu Fürstenberg (29. September 1623 – 13. Juni 1672). Aus der Ehe gingen die Kinder Maria Franziska Eusebia Fugger (1649–1679), Franz Leopold Fugger (1650–1657) und Maria Eleonora Fugger (1653–1653) hervor. Das Amt des Präsidenten des Reichskammergerichts zu Speyer hatte er von 1649 bis 1670 inne. Johann Eusebius Fugger starb ohne männliche Nachkommen und ist mit seiner Frau in der Familiengruft unter dem Chor der Kirche in Kirchheim in Schwaben beigesetzt. Mit ihm endete die ältere Kirchheimer Linie der Fugger.